# Oleada de tornados en Estados Unidos del 10-11 de diciembre de 2021
Un raro brote de tornados a finales de temporada afectó partes del sur y medio oeste de los Estados Unidos desde la noche del 10 de diciembre hasta la madrugada del 11 de diciembre de 2021. El evento llegó a buen término a medida que una vaguada avanzaba hacia el este a través de los Estados Unidos, interactuando con un ambiente inusualmente húmedo e inestable en todo el valle de Mississippi. La actividad de tornados comenzó en el noreste de Arkansas, antes de progresar hacia Misuri, Illinois, Tennessee y Kentucky, llevándose este último lo que podríamos decir la peor parte en general. La actividad más prolífica fue causada por una tormenta eléctrica de supercélulas de larga trayectoria que produjo una familia de tornados fuertes, y un solo tornado de trayectoria larga, en cuatro estados. Los tornados tocaron tierra por primera vez en el noreste de Arkansas, antes de progresar hacia el Missouri, y partes occidentales de Tennessee y Kentucky, atravesando ciudades como Valley View; Ciudad del Lago; Leachville, Arkansas y Hornersville; Rives; Gobler; Steele; Hayti; y Caruthersville, Misuri antes de cruzar el río Misisipi hacia Tennessee y finalmente hacia Kentucky.
Las estimaciones preliminares sugieren que la familia de tornados, identificada por algunos medios de comunicación como el "tornado de cuatro estados", debido a las características similares de la tormenta al tornado triestatal, puede haber cortado un camino de hasta 290 millas (470 km) a través de las áreas afectadas; si se confirma que es un solo tornado, superaría el evento de tornado del 18 de marzo de 1925 (que talló un camino de 219 millas [352 km] a través de Missouri, Illinois e Indiana). Otras tormentas eléctricas tornádicas afectaron partes del este de Missouri, el sur de Illinois, el oeste y el centro de Tennessee, y el oeste y centro de Kentucky durante la tarde hasta las horas nocturnas del 11 de diciembre. 
Hasta el 11 de diciembre, se ha confirmado que cinco personas murieron por los tornados en Arkansas y Tennessee, mientras que cientos están atrapadas bajo edificios derrumbados. Estimaciones no confirmadas sugieren que el brote de tornados puede haber causado entre 75 y 100 muertes en los cuatro estados, con 50 a 70 residentes que se teme que hayan muerto en la ciudad de Mayfield, Kentucky. Si se confirma, sería el evento de tornado más mortífero en la historia del estado de Kentucky. (El tornado del área de Louisville del 27 de marzo de 1890, que causó al menos 76 muertes, actualmente se clasifica como el tornado más mortífero registrado en el estado).

## Contexto meteorológico

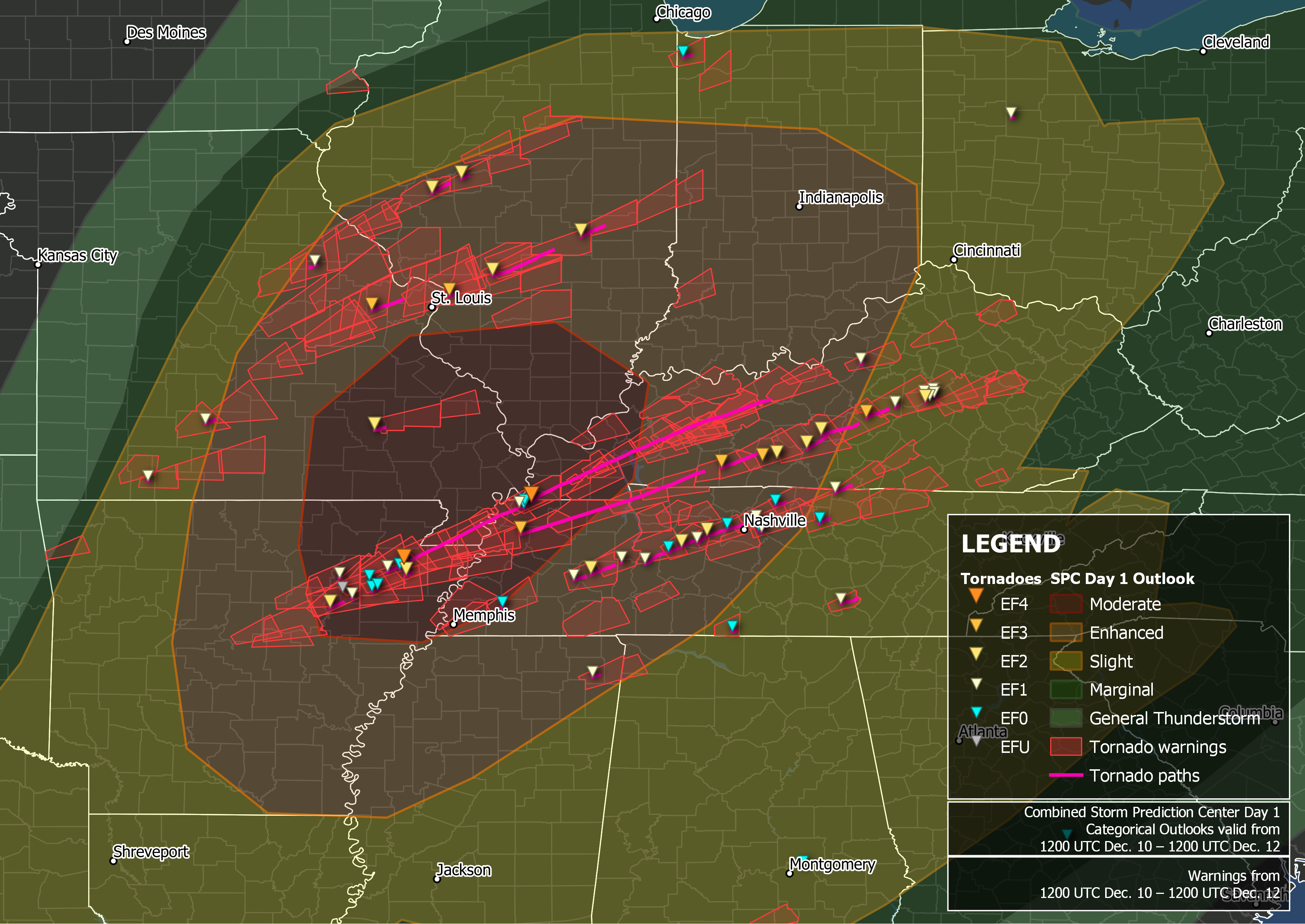
Mapa de tornados confirmados y advertencias de tornado emitidas por el Servicio Meteorológico Nacional desde las 12 UTC del 10 de diciembre hasta las 12 UTC del 12 de diciembre de 2021, sobre el valle del río Ohio y el valle central del Misisipi. La mayor parte de la actividad de tornados ocurrió en la noche del 10 al 11 de diciembre. Mapa producido en QGIS con contornos de fronteras de la Oficina del Censo de los Estados Unidos. Perspectivas categóricas disponibles en el Centro de Predicción de Tormentas. Esquemas de advertencia del Servicio Meteorológico Nacional disponibles en Iowa Environmental Mesonet y datos de tornados disponibles en el Servicio Meteorológico Nacional.

El pronóstico a mediano plazo para este brote no fue impresionante, pero se intensificó significativamente a medida que se acercaba el evento. El 8 de diciembre, el Centro de Predicción de Tormentas (SPC) emitió un ligero riesgo de clima severo a lo largo de gran parte del Valle del Mississippi. Para el 9 de diciembre, esto se actualizó a un riesgo mejorado; se agregó un riesgo moderado a las 16:30 UTC del 10 de diciembre, que abarca el noreste de Arkansas, el sureste de Missouri y el sur de Illinois, así como las secciones occidentales de Kentucky y Tennessee, e incluye un riesgo del 15% de tornados. Un contorno eclosionado de riesgo de tornado, que indica condiciones favorables para el desarrollo de algunos tornados fuertes (EF2 +), abarcó un área que se extiende desde el centro de Arkansas hasta partes del sur de Illinois e Indiana, incluidas las regiones cubiertas por el riesgo de tornado del 15% que se vieron afectadas por tornados durante la noche del 10 de diciembre. A medida que el evento se centró el día del evento, los modelos convectivos de corto alcance comenzaron a mostrar un escenario más indicativo de un brote y el SPC aumentó las apuestas en consecuencia.
A lo largo de la noche, las tormentas eléctricas supercelulares que se formaron antes del frente frío produjeron varios tornados en toda la región del Valle del Mississippi. La tormenta más fuerte, que se formó cuando la actividad severa inicial comenzó a desarrollarse alrededor de las 6:00 p. m. CST, alcanzó características tornádicas justo al noreste de Little Rock; se convertiría en la tormenta más severa y más longeva del brote, produciendo numerosos tornados fuertes a violentos que cruzaron cuatro estados, desde el noreste de Arkansas hasta el oeste de Kentucky, en el transcurso de varias horas. Uno de los primeros tornados significativos generados por la supercélula pasó por las ciudades de Monette, Arkansas y Hayti, Missouri (cerca de Jonesboro), causando un colapso parcial y atrapando a muchos residentes del Hogar de Ancianos Monette Manor. La tormenta eléctrica produjo muchos fenómenos meteorológicos que no suelen verse, especialmente en diciembre; entre estos se encontraba un pico de dispersión de tres cuerpos (TBSS), que era visible en los escaneos de radar, como resultado de los escombros del tornado que se reflejaban en el radar una vez desde sí mismo, una vez después de reflejarse en el suelo y una tercera vez después de reflejarse desde los escombros al suelo y de regreso a los escombros. Las tormentas también arrasaron el área metropolitana de Saint Louis, antes de mudarse a Illinois. En Edwardsville, Illinois,un tornado golpeó a las 8:30 p. m. CST, colapsando un almacén de Amazon y atrapando a muchos trabajadores.
El Servicio Meteorológico Nacional (NWS) emitió docenas de advertencias de tornados durante toda la noche para áreas en varios estados, incluidos Arkansas, Tennessee, Missouri, Mississippi, Kentucky, Illinois e Indiana. También se emitieron múltiples advertencias de tornados PDS y emergencias de tornados desde Arkansas, Tennessee, Kentucky y Missouri. Ocho de las advertencias de tornado emitidas durante el evento por las oficinas del NWS en Memphis, Tennessee y Paducah, Kentucky, incluyeron declaraciones de emergencia de tornado, estableciendo un récord para la mayoría de las emergencias de tornados emitidas durante el mes de diciembre desde que el término se usó por primera vez en 1999. (Que data de la primera ocurrencia de este tipo en 2008, las advertencias de tornado emitidas en los Estados Unidos durante el mes de diciembre habían incluido el codificador de "emergencia de tornado" solo siete veces hasta 2020).